# Charlie Culberson
Rangers du Texas (né le 10 avril 1989 à Rome en Géorgie, États-Unis) est un joueur des Braves d'Atlanta de la Ligue majeure de baseball.

## Carrière

### Giants de San Francisco
Charlie Culberson est un choix de première ronde des Giants de San Francisco en 2007. Il fait ses débuts dans le baseball majeur le 13 mai 2012 avec les Giants et réussit le même jour son premier coup sûr, aux dépens du lanceur Joe Saunders des Diamondbacks de l'Arizona. Culberson joue 6 matchs pour San Francisco et récolte trois coups sûrs et un point produit. 

### Rockies du Colorado
Le 27 juillet, il est échangé des Giants de San Francisco aux Rockies du Colorado contre le joueur d'avant-champ Marco Scutaro.
Principalement joueur de deuxième but dans les ligues mineures, Culberson joue au champ extérieur pour Colorado en 2013, puis en 2014 alterne entre trois postes à l'avant-champ : le troisième but, le deuxième but et l'arrêt-court. 
En 2015, il ne joue qu'en ligues mineures.

### Dodgers de Los Angeles
Culberson joue pour les Dodgers de Los Angeles en 2016 et 2017.
Il se distingue en séries éliminatoires avec les Dodgers à l'automne 2017, alors qu'il maintient une moyenne au bâton de ,348 en 14 parties jouées. Il réussit 5 coups sûrs en 5 matchs et frappe pour ,455 de moyenne en 13 passages au bâton contre les Cubs de Chicago en Série de championnat. Il ajoute 3 coups sûrs en 5 passages au bâton dans la Série mondiale perdue par les Dodgers contre Houston, cognant notamment un coup de circuit en 11e manche du second match de la finale.

### Braves d'Atlanta
Avec le joueur de premier but Adrian Gonzalez, le lanceur gaucher Scott Kazmir et le lanceur droitier Brandon McCarthy, Culberson est échangé des Dodgers aux Braves d'Atlanta le 16 décembre 2017 contre le joueur de champ extérieur Matt Kemp.

## Vie personnelle
Le grand-père de Charlie Culberson, Leon Culberson (1919-1989), était un joueur de champ extérieur dans les Ligues majeures de baseball de 1943 à 1948 avec les Red Sox de Boston et les Senators de Washington. Le fils de Leon et le père de Charlie, Charles Edward Culberson, fut un choix de repêchage des Giants de San Francisco en 1984 et joua en ligues mineures jusqu'en 1988 sans atteindre les majeures,.